# SS Saint-Louisienne
Société Sportive Saint-Louisienne w skrócie SS Saint-Louisienne – reunioński klub piłkarski grający w reuniońskiej pierwszej lidze, mający siedzibę w mieście Saint-Louis.

## Sukcesy
- I liga[1]:
  - mistrzostwo (16): 1958, 1963, 1964, 1965, 1966, 1967, 1968, 1969, 1970, 1982, 1988, 1997, 1998, 2001, 2002, 2012.

- Puchar Reunionu[2]:
  - zwycięstwo (12): 1964, 1968, 1969, 1970, 1981, 1987, 1995, 1996, 1998, 1999, 2002, 2013.

## Występy w afrykańskich pucharach
| Sezon | Rozgrywki                 | Runda              | Kraj                     | Klub                    | Dom | Wyjazd | Dwumecz      |
| ----- | ------------------------- | ------------------ | ------------------------ | ----------------------- | --- | ------ | ------------ |
| 1996  | Puchar Zdobywców Pucharów | wstępna            | Seszele                  | Red Star FC             | 2–1 | 0–0    | 2–1          |
| 1996  | Puchar Zdobywców Pucharów | 1                  | Południowa Afryka        | Pretoria City FC        | 1–3 | 0–5    | 1–8          |
| 1997  | Puchar Zdobywców Pucharów | 1                  | Mauritius                | Scouts Club             | 3–1 | 1–2    | 4–3          |
| 1997  | Puchar Zdobywców Pucharów | 2                  | Seszele                  | Red Star FC             | 3–0 | 2–0    | 5–0          |
| 1997  | Puchar Zdobywców Pucharów | ćwierćfinał        | Wybrzeże Kości Słoniowej | SO Armée                | 2–0 | 1–3    | 3–3          |
| 1997  | Puchar Zdobywców Pucharów | półfinał           | Maroko                   | FAR Rabat               | 2–2 | 0–3    | 2–5          |
| 1998  | Liga Mistrzów             | wstępna            | Mauritius                | Sunrise Flacq United SC | 1–2 | 0–1    | 1–3          |
| 1999  | Liga Mistrzów             | wstępna            | Seszele                  | Red Star FC             | 2–0 | 4–0    | 6–0          |
| 1999  | Liga Mistrzów             | 1                  | Madagaskar               | DSA Antananarivo        | 1–0 | 1–1    | 2–1          |
| 1999  | Liga Mistrzów             | 2                  | Południowa Afryka        | Mamelodi Sundowns FC    | 4–2 | 1–1    | 5–3          |
| 1999  | Liga Mistrzów             | gr. B (4. miejsce) | Zimbabwe                 | Dynamos FC              | 1–0 | 2–7    | 3–7          |
| 1999  | Liga Mistrzów             | gr. B (4. miejsce) | Wybrzeże Kości Słoniowej | ASEC Mimosas            | 0–0 | 1–3    | 1–3          |
| 1999  | Liga Mistrzów             | gr. B (4. miejsce) | Tunezja                  | Espérance Tunis         | 0–2 | 0–5    | 0–7          |
| 2000  | Puchar Zdobywców Pucharów | 1                  | Madagaskar               | FC Djivan               | 4–2 | 1–1    | 5–3          |
| 2000  | Puchar Zdobywców Pucharów | 2                  | Sudan                    | Al-Merreikh Omdurman    | 2–1 | 2–0    | 4–1          |
| 2000  | Puchar Zdobywców Pucharów | ćwierćfinał        | Maroko                   | FAR Rabat               | 1–1 | 1–1    | 2–2 (k. 5–4) |
| 2000  | Puchar Zdobywców Pucharów | półfinał           | Egipt                    | Zamalek SC              | 0–0 | 0–2    | 0–2          |
| 2002  | Liga Mistrzów             | 1                  | Południowa Afryka        | Orlando Pirates         | 0–2 | 1–2    | 1–4          |
| 2003  | Liga Mistrzów             | wstępna            | Madagaskar               | AS Adema                | 3–0 | 0–1    | 3–1          |
| 2003  | Liga Mistrzów             | 1                  | Zimbabwe                 | Highlanders FC          | 1–1 | 1–3    | 2–4          |
| 2017  | Liga Mistrzów             | wstępna            | Południowa Afryka        | Bidvest Wits FC         | 2–1 | 1–3    | 3–4          |

## Stadion
Domowe mecze klub rozgrywa na stadionie o nazwie Stade Théophile Hoarau w Saint-Louis. Stadion może pomieścić 2500 widzów.